# Dług zewnętrzny

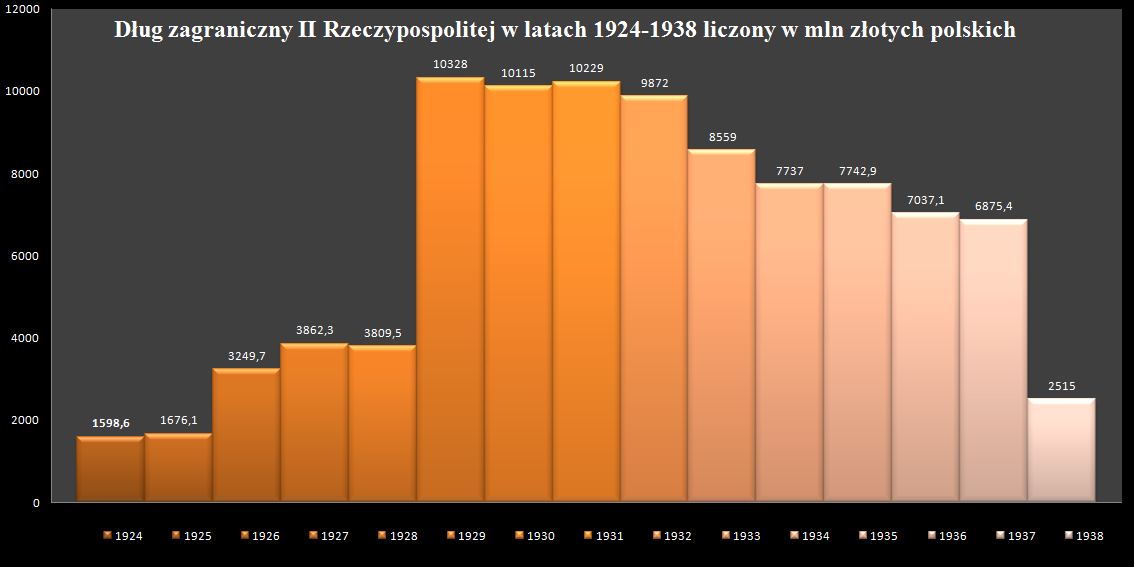
Dług zewnętrzny Polski w latach 1924-1938

Dług zewnętrzny (lub dług zagraniczny) – część długu rządowego państwa, która jest zaciągnięta u kredytodawców poza granicami państwa. W skład tego długu wchodzą zobowiązania wobec prywatnych banków komercyjnych, innych rządów, bądź międzynarodowych instytucji finansowych, jak np. Międzynarodowy Fundusz Walutowy czy Bank Światowy.